# The Forest
The Forest (bra: Floresta Maldita; prt: A Floresta) é um filme estadunidense de 2016, do gênero terror sobrenatural, dirigido por Jason Zada e escrito por Ben Ketai, Nick Antosca e Sarah Cornwell. 

## Enredo
A história se passa na floresta de Aokigahara, uma floresta localizada a noroeste do Monte Fuji no Japão, local onde as pessoas vão para cometer suicídio. Sara Price (Natalie Dormer), uma jovem americana, chega na floresta em busca de sua irmã gêmea, que desapareceu misteriosamente. Apesar das advertências para não "desviar-se do caminho", Sara entra na floresta para descobrir a verdade sobre o destino de sua irmã, apenas para ser confrontada por almas atormentadas e irritadas dos mortos que agora prendem vítimas inocentes.

## Elenco
- Natalie Dormer como Sara e Jess Price
- Taylor Kinney como Aiden
- Eoin Macken como Rob
- Stephanie Vogt como Valerie
- Yukiyoshi Ozawa como Michi
- Rina Takasaki como Hoshiko
- Noriko Sakura como Mayumi
- Yûho Yamashita como Sakura
- James Owen como Peter

## Produção
Em outubro de 2014, foi confirmado que Natalie Dormer tinha se juntado ao elenco do filme. Em abril de 2015, foi anunciado que Taylor Kinney também se juntou no elenco.

### Filmagem
As filmagens começaram em 17 de maio de 2015, em Tóquio, Japão.

## Lançamento
Em maio de 2014, o Focus Features adquiriu os direitos de distribuição doméstica do filme. Em 20 de maio de 2015, Focus Features relançou sua Gramercy Pictures rótulos para a ação, horror e filmes de ficção científica, com o filme sendo um dos seus lançamentos. o filme está programado para ser lançado em 8 de janeiro de 2016 nos Estados Unidos.